# خواکین کاسترو
خواکین کاسترو (به انگلیسی: Joaquin Castro) نمایندهٔ حوزه انتخابیه بیستم تگزاس از حزب دموکرات ایالات متحده آمریکا در مجلس نمایندگان ایالات متحده آمریکا است که برای نخستین‌بار در ۶ ژانویه ۲۰۱۳ میلادی به‌عضویت این مجلس درآمد.